# João Leite da Silva Neto

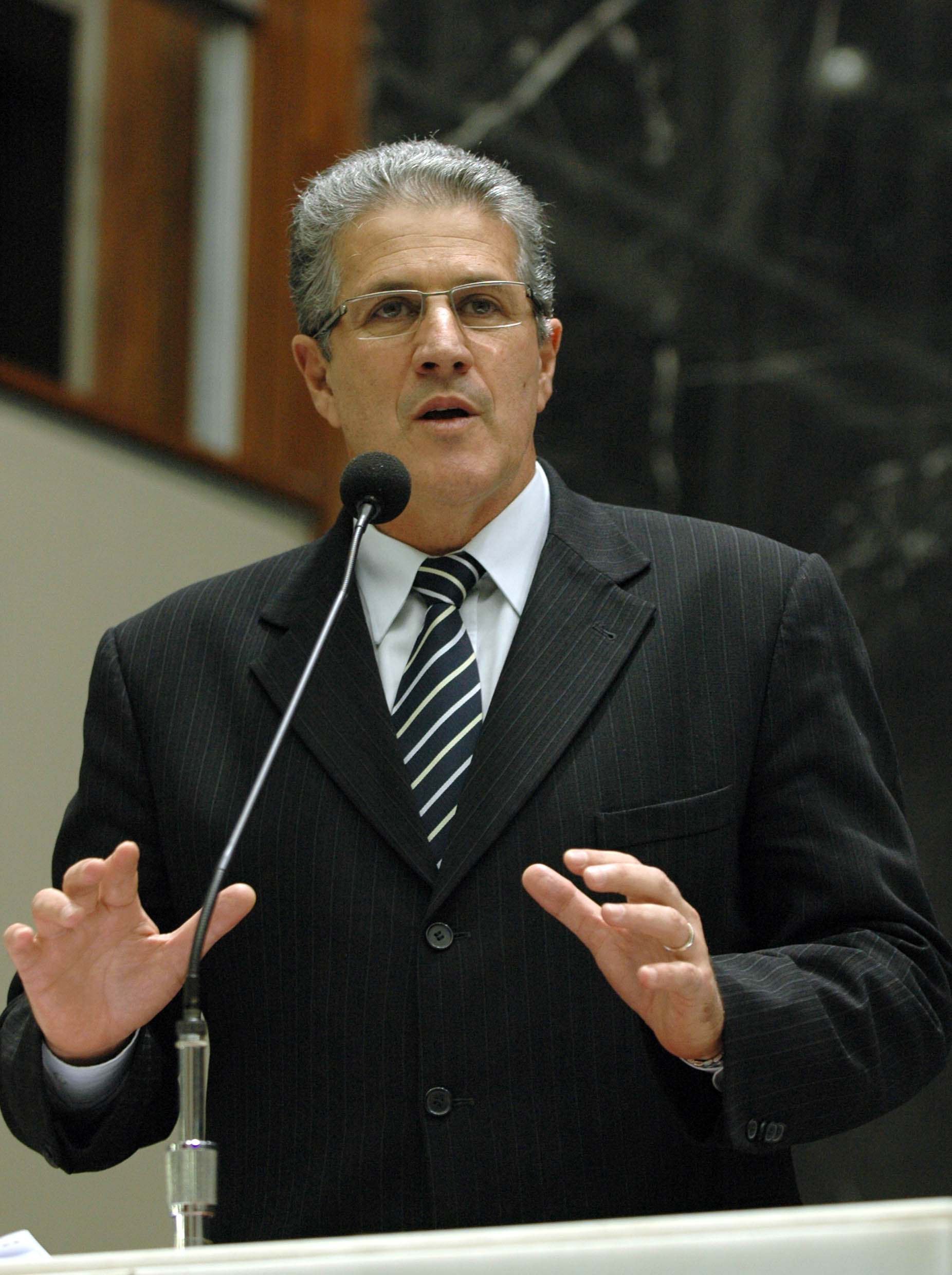
Abgeordneter João Leite da Silva Neto (2010)

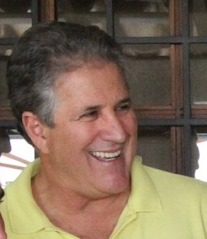
João Leite da Silva Neto

João Leite da Silva Neto, genannt João Leite, (* 13. Oktober 1955 in Belo Horizonte) ist ein ehemaliger brasilianischer Fußballtorhüter und Politiker.

## Sportkarriere
Er begann seine Karriere bei Atlético Mineiro und absolvierte fünf A-Länderspiele für Brasilien. Für Brasilien nahm er an der Copa América 1979 ohne Einsatz und an der Mundialito 1980/81 als Stammtorwart teil.

### Erfolge
Atlético Mineiro
- Copa Conmebol: 1992
- Copa dos Campeões da Copa Brasil: 1978
- Staatsmeisterschaft von Minas Gerais: 1978, 1979, 1980, 1981, 1982, 1983, 1985, 1986, 1988, 1991
- Staatspokal von Minas Gerais: 1976, 1979, 1986, 1987

## Politische Karriere
Nach dem Sport ergriff Silva Neto eine politische Karriere und wurde vom 1. Januar 1993 bis 16. Dezember 1994 Stadtrat von Belo Horizonte, der Hauptstadt des Bundesstaates Minas Gerais. Der Kommunalpolitik folgte die Landespolitik. Nach den Wahlen 1995 erlangte er das Mandat als Abgeordneter für den Partido da Social Democracia Brasileira  (PSDB) in der Gesetzgebenden Versammlung (ALMG) und wurde bisher sechsmal wiedergewählt.
Bei den Kommunalwahlen 2016 wurde er als Kandidat für das Stadtpräfektenamt (Bürgermeister) von Belo Horizonte aufgestellt, erreichte jedoch mit 557.356 Stimmen (47,02 %) im zweiten Wahlgang nur den zweiten Platz.

## Vereine
- Atlético Mineiro (1976–1988, 165 Spiele)
- Vitória Guimarães (1988–1989, 2 Spiele)
- Guarani de Campinas (1989, 2 Spiele)
- Atlético Mineiro (1992, 15 Spiele)

- Brasilianische Fußballnationalmannschaft (1979–1981, 5 Spiele)